# Edin Bećković
Edin Bećković (Zemun 1977.), srbijanski majstor borilačkih vještina. Nositelj je 5. Dana u aikidu.

## Životopis
Edin Bećković je rođen u Zemunu 1977. godine. Aikido je počeo vježbati u rujnu 1992. godine u aikido klubu "Zemun". Redovnim vežbanjem stiče osnovna znanja, a uzimajući učešće na seminaru u Aranđelovcu 2000. godine, koji je vodio Masatomi Ikeda, polaže za 1. Dan. Nakon toga 2002. godine pohađa sate na seminaru u Beogradu koji je vodio majstor William Smith i na istom polaže za 2. Dan. Godine 2005. polaže ispit za 3. Dan na seminaru u Beogradu, ovoga puta ispred ispitivača Philip Smith. Godine 2009. na seminaru u Beogradu koji je vodio Gordon Jones polaže za 4. Dan.
Godine 2005. godine prvi put putuje u Japan i tom prilikom vježba kod doshu-a Moriteru Ueshibe. Godine 2013. po drugi put putuje u Japan i u razdoblju od mjesec dana vježba s glavnim instruktorima Hombu dojo-a, kao što su: Yoshinobu Irie, Katsurada Eiji, Kanazawa Takeshi, Seki Shoji i Yasuno Masatoshi.
Godine 2005. s Predragom Tadićem osniva prvi u nizu aikido klubova pod nazivom "Yamatokan". Nakon stabilizacije kluba, isti prepušta Predragu Tadiću i osniva novi klub pod nazivom "Aikido dojo Edo" koji djeluje od 2010. godine. Kako bi se trend širenja aikida u Beogradu nastavio, od siječnja 2018. godine počinje rad na još jednoj lokaciji (Karaburma) u prostorijama "Omladinskog judo kluba Beograd" počinje da predaje sate u "Omladinskom aikido klubu Beograd".
Edvin Bećković razvija suradnju s regionalnim organizacijama okupljenim oko aikido škole Christiana Tissiera i posjetama Budimpešti sklapa suradnju s mađarskim aikidokama, te redovno prati seminare na kojima, podučava Bruno Gonzalez. Pošto su ovi seminari najviše utjecali na njegov aikido razvoj, donosi odluku da organizira seminare u Beogradu, te pozove Pascala Guillemina, jednog od asistenata Christiana Tissiera. S Pascalom Guilleminom postiže dogovor kojim postaje tehnički ravnatelj novonastale aikido organizacije Aikido Association Fujiyama, na čijem čelu je od 2014. godine.

## Vanjske povezice
- Aikido dojo Edo